# Église d'Orimattila
L'église d'Orimattila (en finnois : Orimattilan kirkko) est une église construite à Orimattila en Finlande,,.

## Histoire
L'édifice conçu par Jean Wik dans un style Empire est construit, en granite de Niemenkylä, entre 1862 et 1866.
L'église peut accueillir 1 200 personnes.
Le retable intitulé Venez à moi est peint en 1874 par Erik Johan Löfgren.
Le clocher terminé en 1851 possède quatre cloches.
L'aspect extérieur de l'église est transformé par Rafael Blomstedt et la rénovation de 1932 durant laquelle entre autres le clocher prendra son style classique d'aujourd'hui.
En face de l'église se trouve la salle de réunion paroissiale conçue en 1929 par Ilmari Launis.
La direction des musées de Finlande a classé l'église  d'Orimattila et son paysage culturel dans les sites culturels construits d'intérêt national.